# Carolina Arienti Lattanzi
Carolina Arienti Lattanzi, född 1771, död 1818, var en italiensk journalist och tidningsredaktör. Hon grundade och drev 1804–1818 den italienska modetidskriften Il Corriere delle Dame, som tillhörde Italiensk första modetidningar, samt en av den första kvinnotidningarna, och utöver mode också tog upp andra ämnen. Hon blev känd som feminist. 